# District historique de Metropolitan Park Bathhouse and Pool
Le district historique de Metropolitan Park Bathhouse and Pool – ou Metropolitan Park Bathhouse and Pool Historic District en anglais – est un district historique américain à Tucumcari, dans le comté de Quay, au Nouveau-Mexique. Construit dans le style Pueblo Revival, il est inscrit au New Mexico State Register of Cultural Properties depuis le 26 janvier 1996 ainsi qu'au Registre national des lieux historiques depuis le 15 mars 1996.